# アドルフ3世 (マルク伯)
アドルフ3世（ドイツ語：Adolf III., 1334年ごろ - 1394年9月7日）は、ミュンスター司教（1世、在位：1357年 - 1363年）、ケルン大司教（2世、在位：1363年 - 1364年）、クレーフェ伯（1世、在位：1368年 - 1394年）およびマルク伯領の摂政（3世、在位：1391年 - 1393年）。

## 生涯

### 出自
アドルフ3世はマルク伯アドルフ2世とマルガレーテ・フォン・クレーフェの次男である。兄エンゲルベルト3世と4人の姉妹がいる。早くから聖職者になることが決められており、叔父のリエージュ司教エンゲルベルトの宮廷で育った。

### 聖職
アドルフは1348年にケルンの律修司祭に、1351年にリエージュの律修司祭となった。1353年から1357年までモンペリエで教会法を学んだ。ほぼ1年間の空位の後、ケルン大司教はマルク家のものとなった。1353年3月8日、叔父のエンゲルベルトは、アドルフをミュンスター大聖堂の聖職につけ、1364年までその職にあった。1357年11月16日、アドルフは教皇ウルバヌス5世によりミュンスター司教に任命された。1364年には早くも、子供のいない大叔父ヨハンが支配していたクレーフェ伯領の継承に備えケルン大司教位を叔父のエンゲルベルトに譲った。このため、アドルフはエンゲルベルトからクレーフェに隣接するケルンのラインベルクの支配権をもって補償を受けた。しかしこれは、アドルフを支持していたアヴィニョンの教皇庁によってさえ問題であると見なされた。

### クレーフェ伯
1368年にクレーフェ伯ヨハンが死去した後、アドルフは、対立していたディートリヒ・フォン・ホルンおよびオットー・フォン・アルケルに勝利し、クレーフェ伯位を継承することができた。ただし弟エンゲルベルト3世およびディートリヒには、クレーフェ伯領のうちライン川右岸を譲らなければならなかった。1369年にマルガレーテ・フォン・ユーリヒと結婚し16人の子供をもうけたが、そのうちの少なくとも5人は幼少期に早世した。1371年にゲルデルン公ライナルト3世が死去した後、アドルフはクレーフェ伯ヨハンの未亡人でライナルト3世の姉のメヒティルト・フォン・ゲルデルンを支援したが、無駄に終わった。1378年、ケルン大司教フリードリヒ3世・フォン・ザールヴェルデンと未亡人メヒティルトとの間でリンの町をめぐって争いが勃発した。アドルフは1392年にリンを放棄しなければならなかったが、代わりにレースの町を与えられた。クサンテンはケルン大司教とクレーフェ伯の共同統治下に置かれた。
1381年、アドルフは35人の騎士や貴族と共に「Geselschap van den Gecken」を設立し、これは最初のカーニバル協会と考えられている。協会はその中から王と6人の議員を選出し、カーニバルの季節に滑稽な一団を引きつれた。宮廷は告解の月曜日までの7日間開催され、カーニバルの火曜日に一緒に礼拝に出席した。メンバーは、道化師を描いたバッジを年間を通して着用することになっており、それを忘れた人は罰金を払わなければならず、罰金は困っている人に寄付された。「Kölner Narren-Zunft」（ケルン・カーニバル）は、今日までその伝統の中でアドルフについて触れている。

### マルク伯
1391年に兄エンゲルベルト3世が男子継承者なく死去し、アドルフがマルク伯位を継承した。しかし、1393年にアドルフはマルク伯位を次男ディートリヒ2世に譲った。アドルフは1394年9月7日に死去し、クレーフェの聖堂参事会教会に埋葬された。クレーフェ伯領は長男アドルフが継承した。

## 子女
ベルク伯・ラーフェンスベルク伯ゲルハルトの娘でベルク公ヴィルヘルム2世の妹マルガレーテ・フォン・ユーリヒと結婚し、以下の子女が生まれた。
- アドルフ2世（1373年 - 1448年） - クレーフェ伯のちクレーフェ公（1世）、マルク伯（4世）
- ディートリヒ2世（1374年 - 1398年） - マルク伯
- ゲルハルト（1387年頃 - 1461年） - マルク伯
- ハインリヒ - 早世
- ヴァルター - 早世
- ヨハン - 早世
- ヴィルヘルム - 早世
- マルガレーテ（1375年頃 - 1411年） - 1394年に下バイエルン公アルブレヒト1世と結婚
- ミンタ - 早世
- エリーザベト（1378年頃 - 1439年以降） - 1401年に下バイエルン公シュテファン3世と結婚
- ヨハンナ（1415年以降没） - ヘルデ女子修道院長
- エンゲルベルタ（1458年没） - ザールヴェルデン伯フリードリヒ4世・フォン・メールス（1448年没）と結婚
- カタリーナ（1459年没）
- イルムガルト
- 早世した娘2人